# Piano inclinato

Rappresentazione di un corpo su un piano inclinato

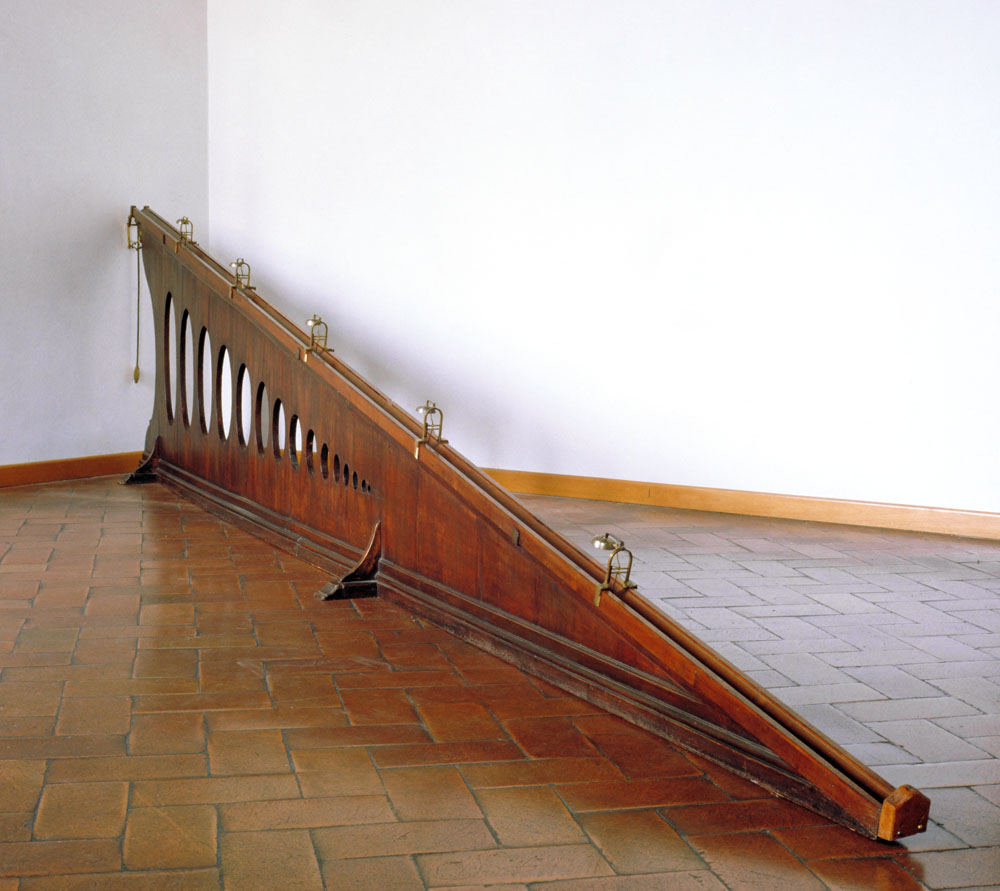
Piano inclinato per illustrare la legge galileiana di caduta dei corpi, Museo Galileo, Firenze.

In fisica, il piano inclinato è una macchina semplice costituita da una superficie piana disposta in modo da formare un angolo maggiore di 0° e minore di 90° rispetto alla verticale, rappresentata dalla direzione in cui si esplica la forza di gravità (che può essere determinata ad esempio attraverso un filo a piombo). Il piano inclinato può essere ‘’liscio’’ (senza attrito) o ‘’scabro’’ (con attrito).

## Storia
I primi studi sul piano inclinato risalgono all'epoca dell'antico Egitto, quando si ipotizza che il piano fosse utilizzato per sovrapporre i blocchi di pietra uno sull'altro nelle tecniche costruttive. Tuttavia i contributi teorici più importanti alla sua comprensione risalgono alle opere di Giordano Nemorario e Galileo Galilei. Già nel XIII secolo Giordano Nemorario, nel suo De ratione ponderis, stabilì che l'accelerazione con cui il corpo percorre il piano inclinato aumenta all'aumentare dell'angolo di inclinazione.
In particolare, Galileo Galilei attraverso il piano inclinato riuscì a determinare un valore dell'accelerazione di gravità di poco inferiore al valore reale (9,80665 m/s2), a causa di errori sistematici dovuti all'azione dell'attrito dinamico (dovuto alla rugosità del piano e del corpo in movimento) e dell'attrito viscoso (dovuto alla presenza dell'aria).
Altra importante scoperta fatta da Galilei con gli esperimenti sul piano inclinato è la legge di conservazione dell'energia: notò infatti che il moto (in particolare la velocità) della sfera lungo il piano è indipendente dalla massa della sfera stessa. Questo risultato è stato ripetuto con l'esperimento della caduta dei gravi, che ha verificato come tutti i corpi cadano con la stessa accelerazione, laddove sia trascurabile la resistenza opposta dal mezzo (l'aria).

## Descrizione

### Legge di conservazione dell'energia
L'accelerazione con cui un corpo scende un piano inclinato (la cui direzione è parallela alla superficie del piano stesso) è proporzionale al seno dell'angolo di inclinazione, essendo dovuta alla componente del peso parallela al piano stesso: 
{\displaystyle a=g\sin \theta }
Poiché un corpo scivola lungo il piano inclinato con moto parallelo alla superficie del piano stesso, è conveniente prendere come sistema di riferimento cartesiano un sistema che ha asse {\displaystyle x} parallelo alla direzione del moto e con verso concorde, e come asse {\displaystyle y} l’asse perpendicolare alla superficie del piano. Ora è possibile scomporre il vettore velocità lungo le due direzioni sfruttando i teoremi di trigonometria sui triangoli rettangoli.
Detto {\displaystyle v} il modulo della velocità della sfera lungo il piano inclinato, la velocità parallela al piano orizzontale sarà data da:
{\displaystyle v\cos \theta }
mentre quella perpendicolare, che è poi quella utile alla determinazione della gravità, risulta:
{\displaystyle v\sin \theta }
Ora, volendo calcolare la velocità in fondo al piano inclinato, per la conservazione dell'energia meccanica, l'energia posseduta dal corpo in fondo al piano sarà tutta energia cinetica, da cui si ricava che la velocità in fondo è:
{\displaystyle v_{f}={\sqrt {2E_{k}/m}}}
dove {\displaystyle E_{k}} è l'energia cinetica del corpo e {\displaystyle m} la sua massa.
Per il teorema dell'energia cinetica sappiamo che il lavoro compiuto da un corpo, è uguale alla variazione dell'energia cinetica, pertanto, per qualsiasi valore di {\displaystyle E_{k}}, possiamo attribuire un lavoro compiuto che, per definizione è: {\displaystyle L=F\cdot l} .
Essendo la massa ricavabile dal secondo principio della dinamica:
{\displaystyle m={\frac {F}{a}}},
otteniamo:
{\displaystyle v_{f}={\sqrt {2Fl\cdot a/F}}}
{\displaystyle v_{f}={\sqrt {2al}}={\sqrt {2gl\sin \theta }}}
dove:
- {\displaystyle l} è la lunghezza del piano;
- {\displaystyle g} è il valore dell'accelerazione gravitazionale.

### In presenza di attrito
Nel caso in cui l'attrito non sia trascurabile, l'accelerazione può essere calcolata tenendo conto della componente perpendicolare al piano inclinato. Essa, infatti, è responsabile della presenza dell'attrito, quindi:
{\displaystyle a_{a}=\mu g\cos \theta }
dove {\displaystyle \mu } è il coefficiente di attrito statico.
Se ora si sommano tutte le accelerazioni, ovvero quella dovuta al peso del corpo e quella dovuta all'attrito, si ottiene l'accelerazione risultante:
{\displaystyle a=g(\sin \theta -\mu \cos \theta )}
In condizioni di equilibrio, l'accelerazione risultante è nulla, pertanto:
{\displaystyle \sin \theta -\mu \cos \theta =0\;\Rightarrow \;\mu =\tan \theta }
È così possibile sfruttare un piano inclinato per determinare il coefficiente d'attrito tra corpo e piano, semplicemente misurando l'angolo oltre il quale il corpo inizia a scendere lungo di esso.

### Applicazioni

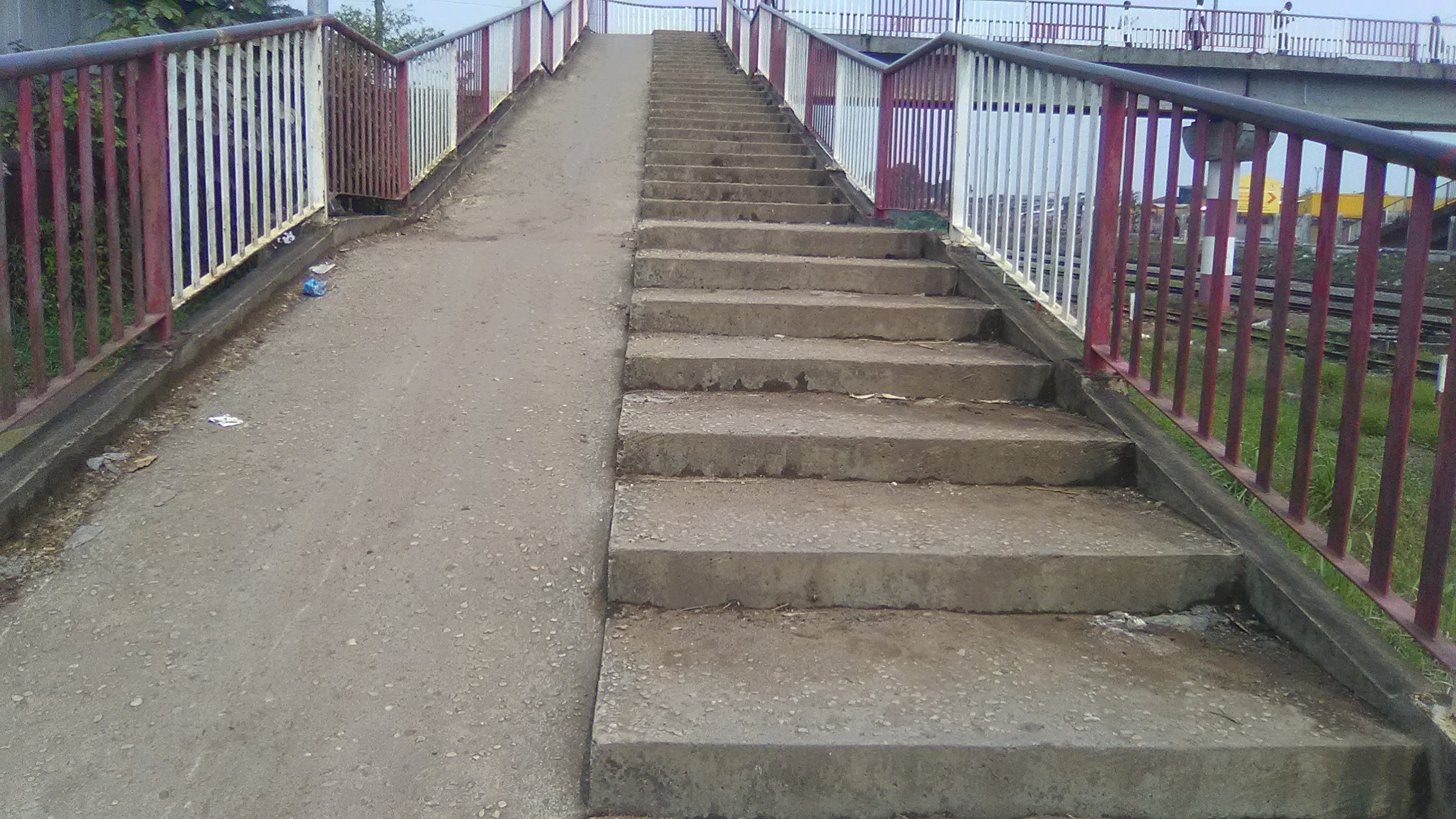
Rampe a piano inclinato

Dal punto di vista pratico, il piano inclinato è utilizzato per lo spostamento di corpi impiegando uno sforzo minore rispetto a quello necessario per il loro sollevamento Verticale.
Nell'ambito del laboratorio, invece, il piano inclinato può essere utilizzato per svolgere esperimenti per la determinazione del valore dell'accelerazione di gravità (ovvero quella grandezza che regola il moto dei corpi verso il centro della Terra). Durante tali esperimenti, si utilizza un piano inclinato ben levigato, lungo il quale si fa scivolare un corpo, anch'esso ben levigato (per minimizzare l'effetto dissipativo dell'attrito) e generalmente di forma sferica o cubica, effettuando misurazioni a vari angoli e con varie masse.

## Piano inclinato al Museo Galileo

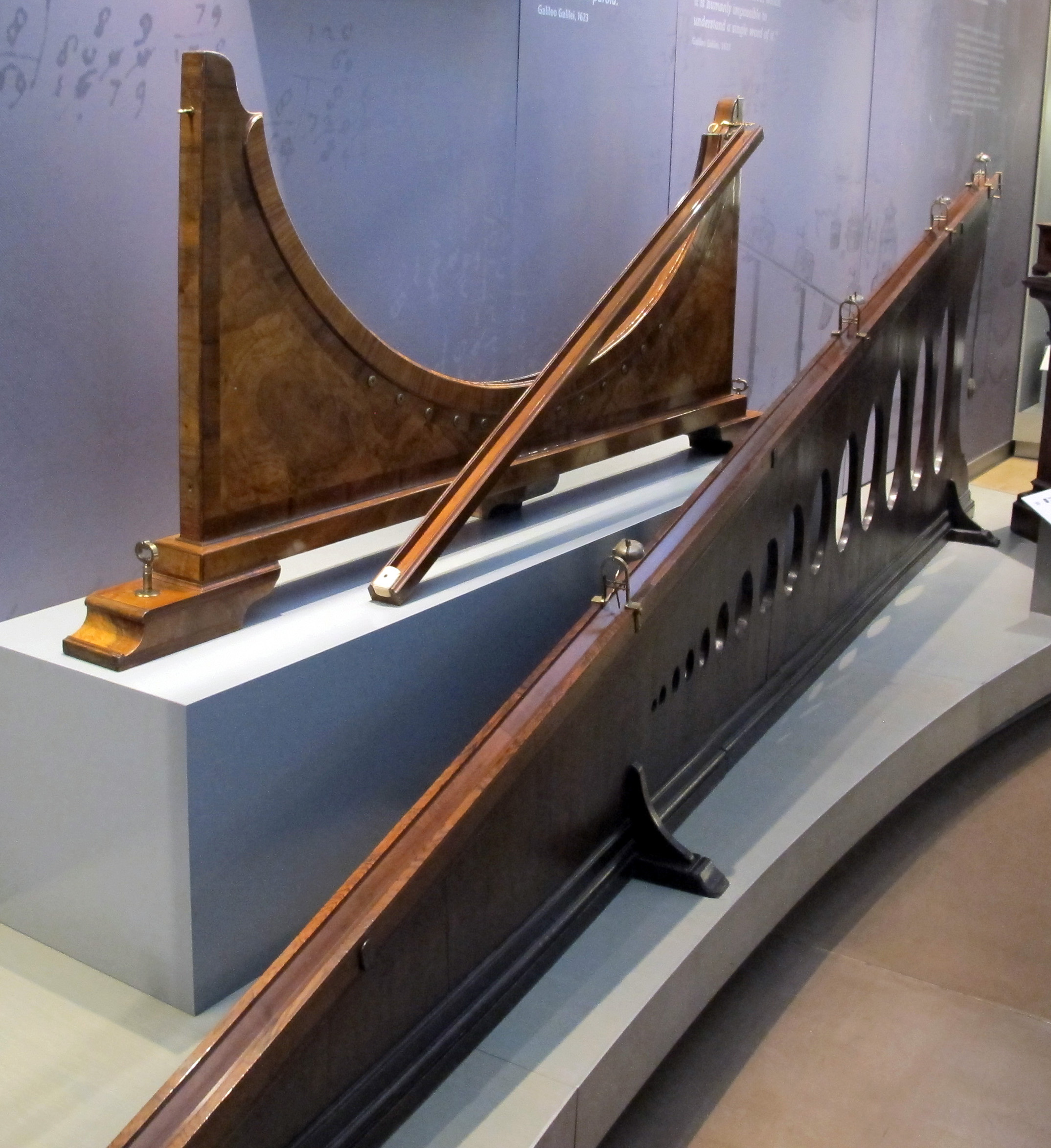
L'esperimento del piano inclinato al Museo Galileo di Firenze.

Il piano inclinato conservato al Museo Galileo di Firenze è munito di cinque campanelle e di un pendolo ed è stato concepito per confermare sperimentalmente la legge galileiana di caduta dei corpi. Il dispositivo utilizza un altro importante principio fisico scoperto da Galileo: l'isocronismo dei pendoli di eguale lunghezza. Tale principio è evidenziato dal pendolo collegato al piano, che compie le proprie oscillazioni in tempi eguali. 
L'esperimento consiste nel far discendere una pallina dal vertice del piano nel momento stesso nel quale si pone il pendolo in oscillazione. Ad ogni successiva oscillazione completa del pendolo, la pallina colpisce una delle campanelle disposte lungo il piano inclinato a distanze via via crescenti, secondo la serie dei numeri dispari. L'esperimento consente non solo di misurare la crescita degli spazi percorsi nella caduta naturale in tempi uguali successivi dalla quiete, ma anche di percepire acusticamente (col suono delle campanelle) l'accelerazione costante durante la discesa.
Non esistono documenti che consentano di affermare che Galileo compì esattamente questo esperimento. Intorno alla metà dell'Ottocento, Giuseppe Bezzuoli, seguendo le indicazioni di Vincenzo Antinori, direttore del Museo di Fisica e Storia Naturale, raffigurò in un affresco della Tribuna di Galileo lo scienziato pisano nell'atto di dimostrare sperimentalmente, mediante un piano inclinato, la legge di caduta dei gravi.